# سارسر (ماچیان)
سارسر یک روستا در ایران است که در دهستان ماچیان شهرستان رودسر در استان گیلان واقع شده‌است.

## جمعیت
این روستا در بخش کلاچای قرار دارد و براساس سرشماری مرکز آمار ایران در سال ۱۳۸۵، جمعیت آن ۲۵۶ نفر (۷۵ خانوار) بوده‌است.